# 拉脱维亚俄罗斯族联盟
拉脱维亚俄罗斯族联盟是拉脱维亚的一个左翼政党，主要支持者为俄罗斯少数民族和其他少数民族。党的领袖是塔季亚娜·日丹诺克（Tatjana Ždanoka）、雅科夫斯·普利内斯（Jakovs Pliners）和米罗斯拉夫·米特罗法诺夫（Miroslav Mitrofanov）。
1998年5月，人民和谐党（People's Harmony Party, TSP）、平等权利党（Equal Rights）和拉脱维亚社会党（Socialist Party of Latvia）三个政党组成政党联盟“联合拉脱维亚争取人权”。
联盟强调俄罗斯社区问题，它支持俄语和拉特加莱语（Latgalian）作为副官方语言。它支持加强与俄罗斯的关系，是唯一反对拉脱维亚加入北约的主要政治组织。1998年拉脱维亚议会选举赢得了16个席位，2002年大选赢得了25个席位。2001年的地方选举在里加市议会赢得13个席位。在2005年地方选举该党赢得了13.68%的选票和9个里加市议会席位。
在此期间，联盟最杰出领导人是雅尼斯·朱尔坎斯（Jānis Jurkāns）、阿尔弗雷德斯·鲁比克斯（Alfrēds Rubiks）和塔季亚娜·日丹诺克（Tatjana Ždanoka）。鲁比克斯和日丹诺克是前是拉脱维亚共产党著名的领袖，他们在俄罗斯社区相当受欢迎，但在拉脱维亚人中非常不受欢迎。
2003年，联盟分裂，人民和谐党第一个离开联盟，半年后拉脱维亚社会党脱离，原有三個組成政黨僅剩平等权利党，而PCTVL 在议会也只剩下6个席位（联盟解体之前25个）。
在欧洲议会选举中联盟获得了10.66%的选票和日丹诺克一个席位，PCTVL支持联邦欧洲，主张一个“从里斯本到海参崴的共同经济和政治空间”。
在2006年的议会选举中联盟获得了6个席位。2007年，联盟改组为单一政党，并改用现名。
近年来，该党的支持率下降，俄罗斯裔选民已经转而支持“和谐中心”联盟，在2011年和2011年拉脱维亚议会选举中，联盟失去了在拉脱维亚议会的代表席位。